# Büroflächenmarkt
Der Begriff Büroflächenmarkt bezeichnet in der Immobilienwirtschaft den Ort des Zusammentreffens von Angebot und Nachfrage von und nach Büroflächen. Der Büroflächenmarkt ist Teil des Immobilienmarktes.
Dabei lassen sich Nachfrage- und Angebotsparameter unterscheiden. Die Parameter beziehen sich auf einen geographisch abgegrenzten Markt (meist eine Stadt oder einen Stadtteil) innerhalb einer definierten Zeiteinheit (beispielsweise ein Quartal oder ein Jahr).
Nachfrageparameter:
- Flächengesuche (Anfragevolumen potentieller Büronutzer)
- Flächenumsatz (Vermietete und verkaufte Flächen an Büronutzer)
- Flächenabsorption (Veränderung der insgesamt in Anspruch genommenen Flächen in einem Markt)

Angebotsparameter:
- Leerstand
- In Bau befindliche Flächen
- In Planung befindliche Flächen

Viele Unternehmen aus der Immobilienbranche wie Berater, Makler, institutionelle Investoren und auch Banken erheben Daten über den Büromarkt und veröffentlichen Statistiken sowie Marktberichte.